# Període hel·lenístic
El període hel·lenístic o època hel·lenística (del segle iv aC al segle i aC), llevat dels seus personatges importants com ara Alexandre Magne i Cleòpatra VII, es considera un període de transició, potser fins i tot de declivi o de decadència, entre l'esplendor del període clàssic de Grècia i el poder de l'Imperi Romà que li succeiria. A més de l'esplendor de les ciutats, com ara Alexandria, Antioquia de l'Orontes i Pèrgam, la importància de l'intercanvi comercial, el mestissatge de cultures, el paper dominant de la llengua grega i la seva difusió, van modificar profundament l'Orient Pròxim, que després seria part de l'Imperi Romà.
L'hel·lenisme és el fenomen de difusió de l'esperit grec (llengua i cultura) en l'àmbit del món oriental, difusió que suposa una universalització d'aquesta cultura, vehiculada pel grec com a idioma comú (grec koiné), dins no obstant això d'un procés històric de descomposició de l'imperi macedònic, que passa per les fases de desmembrament, conquesta de Grècia per Roma i el sorgiment de l'imperi romà. Aquesta època de profundes transformacions socials està marcada per l'aparició de les anomenades escoles hel·lenístiques i la florida de la ciència grega, així com per la decadència de la ciència hel·lenística.
El període hel·lenístic ha estat definit pels historiadors del segle xix (el terme «hel·lenístic» va ser utilitzat per primera vegada per l'historiador alemany Johan Gustav Droysen en el seu llibre Geschichte des Hellenismus), a partir d'un criteri lingüístic i cultural, per referir-se a l'expansió de la cultura grega cap als pobles no grecs que van ser conquerits per Alexandre Magne. D'acord amb Droysen, la civilització hel·lenística va ser la fusió de les cultures de Grècia i l'Orient Pròxim, la qual cosa permetria que el cristianisme florís en el futur. Els principals centres culturals es van expandir fora de Grècia, a Pèrgam, Rodes, Antioquia de l'Orontes i Alexandria. Aquest va ser un retrobament de les civilitzacions antigues orientals i gregues que sovint s'inclou en allò que els historiadors han anomenat l'imperi grecoromà. Els límits cronològics del període hel·lenístic són, doncs, convencionals i polítics: comencen amb la conquesta d'Alexandre Magne i acaben amb el suïcidi de l'últim gran sobirà hel·lenístic, la reina d'Egipte, Cleòpatra VII, amb el qual comença la dominació romana.
Les recerques arqueològiques i històriques recents han propiciat una revaloració d'aquest període i especialment dos aspectes característics de l'època: l'existència i el pes dels grans regnes encapçalats per les dinasties d'origen grec o macedoni (lagides, selèucides, antigònides, atàlides, etc.) i també el paper determinant de les centenes de ciutats la importància de les quals, contràriament a la idea estesa durant molt de temps, no va declinar.

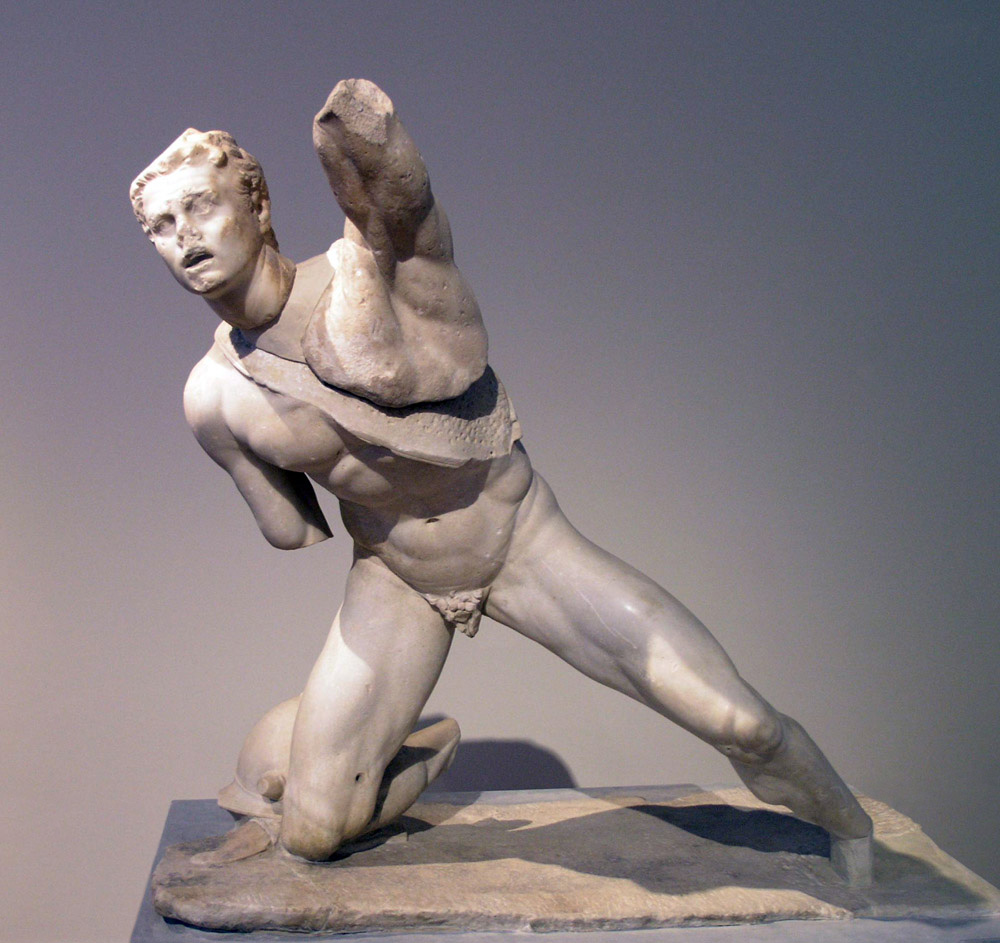
Estàtua de l'art hel·lenístic tardà d'un guerrer gal, on es poden apreciar trets característics com el dinamisme de la postura i les formes musculars ressaltades.

## Context històric
Abarca un període d'abast històricament difús, que comença amb la mort d'Alexandre el Gran (en el 323 aC, any també de la mort d'Aristòtil) i arriba fins finals del segle ii dC. A vegades s'assigna el començament de l'època hel·lenista als anys de la conquesta de l'imperi persa per Alexandre el Gran i el seu acabament als anys de l'apogeu de l'imperi romà, allargant fins i tot el període grecoromà fins a la caiguda de l'imperi romà.
Els exèrcits d'Alexandre van conquerir l'Àsia Menor, Egipte, Mesopotàmia, la plana de l'Iran, l'Àsia Central i algunes regions de l'Índia. Després de la mort d'Alexandre i d'una lluita per la successió coneguda com les Guerres dels Diàdocs. El 281 aC es van establir quatre estats territorials: 
- La dinastia ptolemaica a Egipte amb capital a Alexandria (Egipte Ptolemaic).
- La Dinastia Selèucida a Síria amb capital a Antioquia de l'Orontes (Imperi Selèucida).
- La dinastia antigònida a Macedònia i la Grècia central (Regne de Macedònia).
- La dinastia atàlida a Anatòlia amb capital a Pèrgam (Regne de Pèrgam).

Els successors d'Alexandre van controlar el territori a l'oest del Tigris per un temps, i van controlar l'Àsia Menor i l'Orient Pròxim fins a l'arribada dels romans els segles II i I aC. La major part del territori oriental va ser pres pels partians, però la cultura hel·lenística es va conservar en el regne Greco-Bactrià i el regne indogrec. La cultura hel·lenística seria la cultura dominant de l'Imperi Romà fins a l'arribada del cristianisme.
Es considera que la fi del període hel·lenístic va ser el 31 aC, data en què el regne ptolemaic d'Egipte va ser derrotat pels romans en la batalla d'Àccium.

### Conquestes d'Alexandre Magne

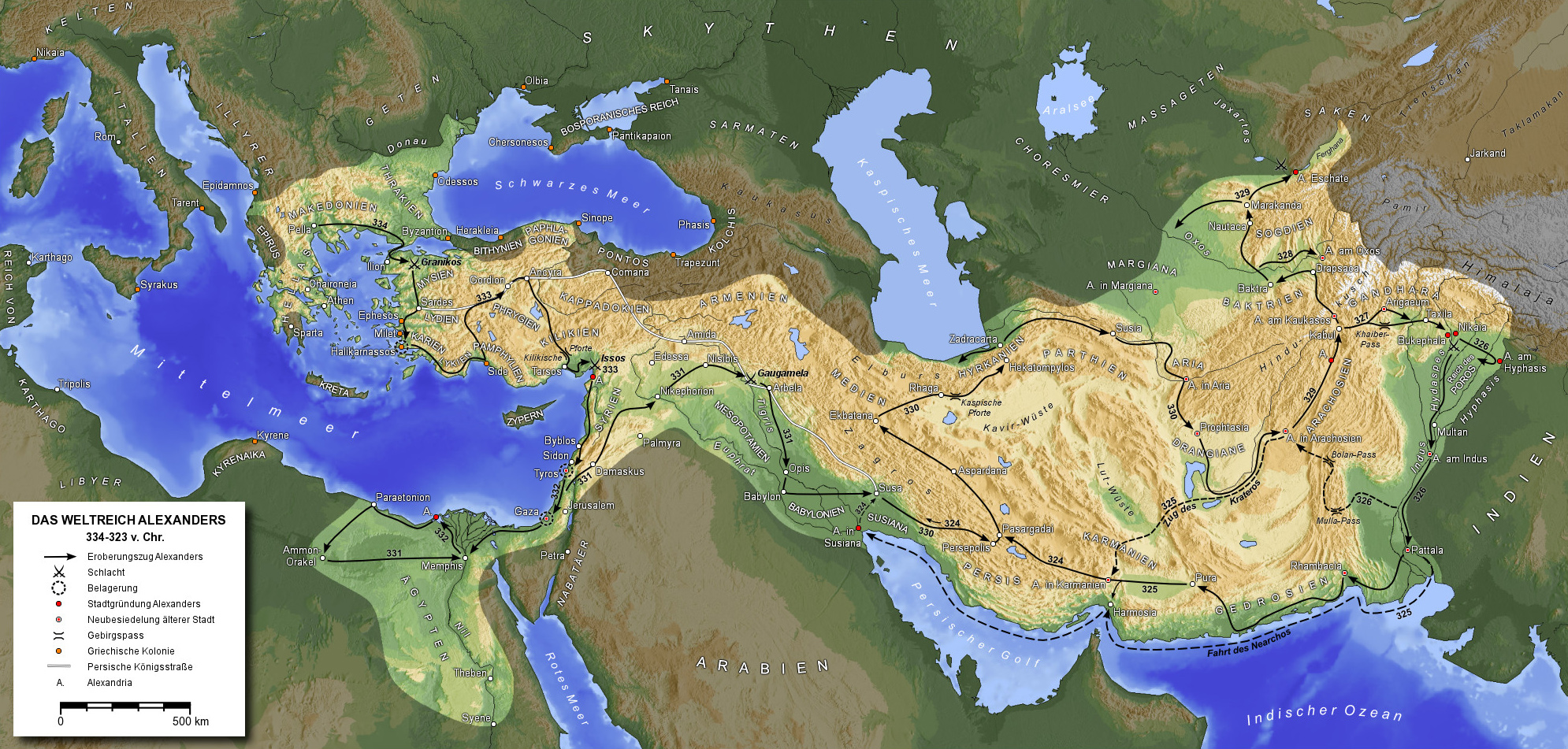
Món hel·lenístic després de la mort d'Alexandre Magne.

Rei de Macedònia als 20 anys, senyor de Grècia dos anys després, Alexandre el Gran emprèn, durant el seu breu regnat -13 anys a penes, entre el 336 aC i el 323 aC- la conquesta més espectacular i la més ràpida de l'edat antiga. Un regne, després de tot, de grandària mitjana, associat a algunes ciutats gregues, va acabar amb l'imperi més gran d'aleshores, l'imperi Persa de Darios III. El sobirà aquemènida és derrotat en quatre anys (334 aC-330 aC) i tres batalles, de Grànic, d'Issos i de Gaugamela. Els tres anys següents, fins al 327 aC, van ser dedicats a la lenta i difícil conquesta de les satrapies de l'Àsia central; i després, el 325 aC va assegurar la dominació macedònia sobre el nord-est de l'Índia. És aquí que Alexandre, sota la pressió de les seves tropes esgotades, ha de renunciar a perseguir la seva epopeia i retornar a allò que s'havia convertit en el cor del seu imperi, la Mesopotàmia.
Per tal d'assegurar a llarg termini el seu poder, va intentar d'associar la classe dirigent de l'antic imperi Aquemènida a l'estructura administrativa del seu regne. Va intentar també de crear una monarquia assumint alhora l'herència macedònia i grega per una banda i l'herència persa per l'altra, i d'una manera més general, asiàtica. La brutal mort del rei, probablement d'una malaltia, a l'edat de 33 anys, va acabar amb la seva intenció original, però seria discutida vivament per l'entorn macedoni del sobirà.

### El període dels diàdocs

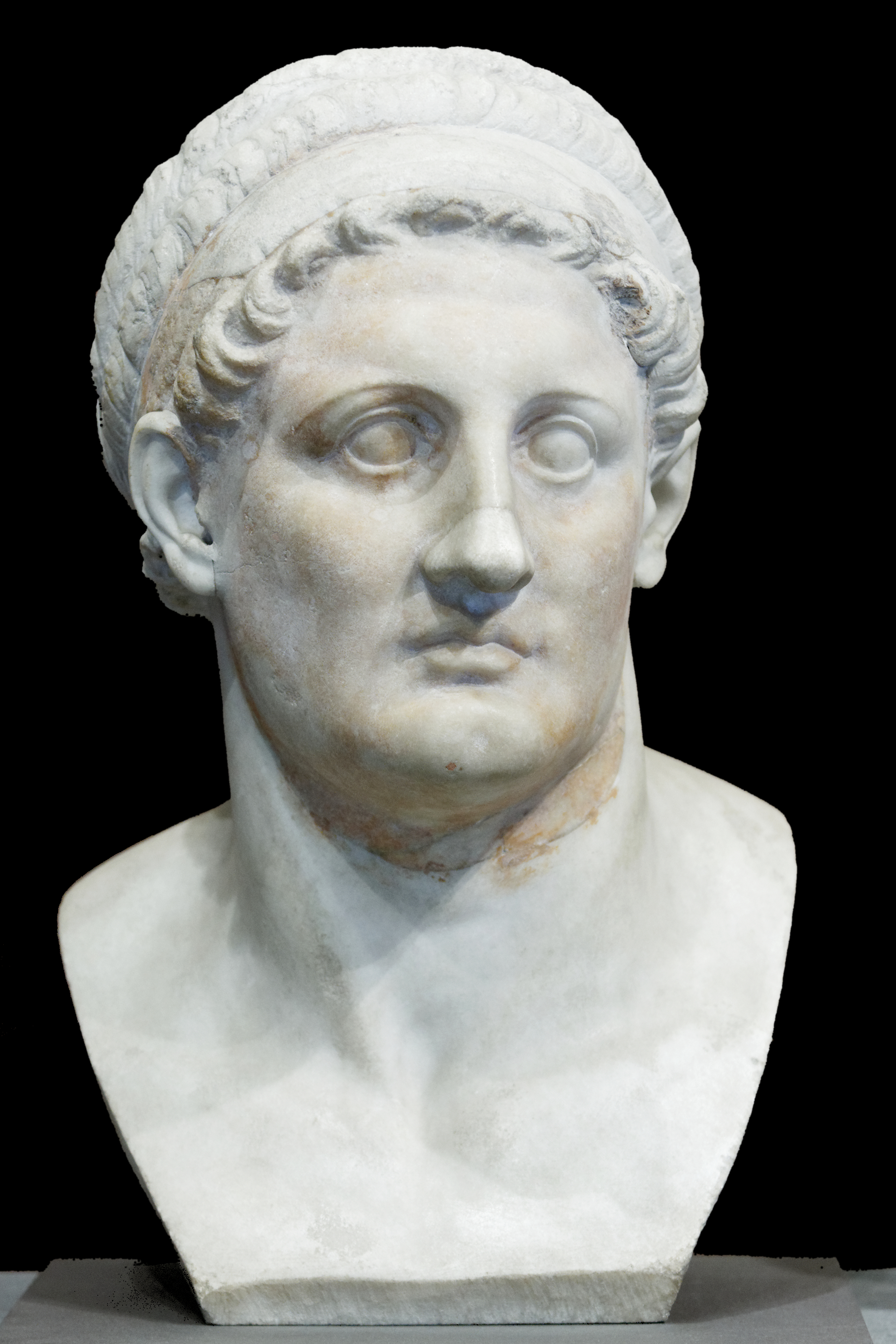
Bust de Ptolemeu I, un dels diàdocs

Alexandre Magne no va deixar cap successor real amb la capacitat de regnar i sobretot d'imposar-se sobre els diàdocs, els oficials de totes les campanyes del sobirà, els quals es van destrossar els uns i els altres en 40 anys. Les guerres, que lliurarien Pèrdicas, Ptolemeu, Cassandre, Lisímac de Tràcia, Antígon i Seleuc, per citar només als més importants, fins al 281 aC, van fer desaparèixer tota la parentela d'Alexandre i van trencar l'imperi. No obstant això, Antígon I Monaftalmos gairebé va aconseguir reconstruir l'imperi, però, una coalició dels seus rivals, el va portar a la batalla d'Ipsos el 301 aC.
Grècia, Macedònia i l'Àsia Menor van ser profundament transformades per les incessants campanyes militars entre els diàdocs, mentre que la part oriental de l'imperi es va emancipar ràpidament de llur tutela amb la creació dels regnes greco-bactrians. Poc els importa a aquest general quina part de l'imperi governarien, l'essencial era regnar. Així, Demetri Poliorcetes, el fill d'Antígon I Monaftalmos, va dirigir, amb el seu pare, l'Àsia Menor i després de la derrota i la mort d'Antígon, va intentar prendre la Macedònia, i ho va aconseguir, provisionalment abans de fracassar i de terminar la seva vida miserablement. El fill primogènit de Ptolemeu I, Ptolemeu Ceraune, va ser expulsat d'Egipte pel seu pare, i es va refugiar prop del seu cunyat Lisímac a Tràcia i es va ensenyorir del seu regne i després de la Macedònia abans de fer assassinar Seleuc que va marxar contra ell. L'Orient Pròxim seria, així, totalment dominat per les ambicions d'aquests generals, els quals van prendre ràpidament el títol de rei, i de llurs tropes, essencialment constituïdes per mercenaris grecs i macedonis.
El sobirà més lúcid era Ptolemeu I, un dels companys d'infància d'Alexandre, del qual alguns autors creuen que era, potser, un fill bastard de Filip II. Es va ensenyorir ràpidament d'Egipte i es va dedicar a crear-hi un estat durable, renunciant així a les seves ambicions imperials que considerava poc realistes. Això el va convertir, sens dubte, en un dels enterradors de la idea imperial, però, també, un dels fundadors del món hel·lenístic.

### L'equilibri delsegleiii
Al segle iii aC, un precari equilibri s'assoleix entre les tres dinasties que van resultar dels diàdocs. Macedònia és governada pels descendents d'Antígon (antigònides), Egipte pels descendents de Ptolemeu, i l'imperi més vast, però el menys homogeni (que comprenia l'Àsia Menor, Síria i la Mesopotàmia) pels selèucides. Però, la divisió del món hel·lenístic, era major. De fet, als costats de les tres monarquies principals, van existir altres regnes més petits, el paper dels quals no seria, però, menys important. Així és el cas del regne dels atàlides al voltant de Pèrgam, dels regnes del Pont o del Regne de Bitínia, o fins i tot d'aquell que fundaria Hieró a Siracusa, a la Magna Grècia.
Cal afegir a aquestes nombroses monarquies les confederacions de ciutats que es van oposar, de vegades amb èxit, a les empreses dels regnes arcaics, especialment la de Troia. Dos d'aquests estats federats, la Lliga Aquea i la Lliga Etòlia, van tenir un paper clau fins a la conquesta romana. Algunes ciutats van aconseguir preservar totalment llur independència i mantenir relacions d'igual a igual amb els regnes; la ciutat de Rodes n'és un exemple.

### Intervenció romana i la desaparició política del món hel·lenístic
A finals del segle iii aC, la Magna Grècia, és a dir, el sud de la península Itàlica i la Sicília, va caure sota la dominació romana després d'un segle d'enfrontaments, sigui l'enfrontament amb Pirros o en el context de les guerres púniques. Però, no seria sinó al començament del segle ii aC que Roma intervindria sobre l'Orient. Al començament, va domar militarment els antigònides i sobretot, Antíoc III, l'última gran figura política d'entre els sobirans hel·lenístics abans de Mitridates i Cleopatra. Després, per mitjà d'un lent i complex procés que s'estendria gairebé dos segles, amb la complicitat de les ciutats i del regne de Pèrgam, Roma assegurà la dominació completa del Mediterrani oriental. L'última acció de conquesta va ser la lluita que va oposar Octavi amb Marc Antoni, aliat de l'última sobirana d'Egipte, Cleòpatra VII, i la seva derrota i suïcidi el 30 aC.
No obstant això, aquesta penetració romana sobre l'Orient hel·lenístic no es va aconseguir sense cap resistència, i caldrien tres guerres per abatre el rei del Pont, Mitridates IV al segle i aC. Gneu Pompeu va suprimir el 63 aC el regne selèucida i va reorganitzar l'Orient sota l'ordre romà. El món hel·lenístic va esdevenir, llavors, el camp d'enfrontament i de les ambicions dels diversos generals de la República Romana fins a la victòria final d'Octavi August.
Paral·lelament, la influència política dels selèucides es va enfonsar brutalment a l'Àsia central, a Pèrsia i a la Mesopotàmia després del regne d'Antíoc III (223-187 aC). Ell posseïa encara els mitjans necessaris per encapçalar una expedició fins a les fronteres de l'Índia. Sota el regne del seu fill, els selèucides no van aconseguir vèncer la insurrecció dels macabeus a la Palestina. La irrupció dels parts va accelerar aquesta descomposició política i a principis del segle i aC, els sobirans selèucides ja no governaven res més que a Síria.

## La monarquia hel·lenística
La monarquia hel·lenística era personal, la qual cosa significava que podia arribar a ser sobirà qualsevol que, per mitjà de la seva conducta, els seus mèrits o les seves accions militars, pogués aspirar al títol de basileus. En conseqüència, la victòria militar era, la majoria de les vegades, l'acte que legitimava l'accés al tron, permetent així regnar sobre una província o un estat. Seleuc I va utilitzar l'ocupació de Babilònia el 312 aC per legitimar la seva presència a Mesopotàmia, o la seva victòria el 281 aC sobre Lisímac per justificar les seves reivindicacions sobre el Bòsfor i Tràcia. Així mateix, els reis de Bitínia van treure profit de la victòria el 277 aC de Nicomedes I sobre els gàlates per afirmar les seves pretensions territorials.
Aquesta monarquia personal no tenia regles de successió precises, per la qual cosa eren freqüents querelles incessants i assassinats entre els molts aspirants. Tampoc existien lleis fonamentals ni textos que determinaran els poders del sobirà, sinó que era el mateix sobirà qui determinava l'abast del seu poder. Aquest caràcter absolut i personal era, alhora, la força i la debilitat d'aquestes monarquies hel·lenístiques, en funció de les característiques i la personalitat del sobirà. Per tant, va ser necessari crear ideologies que justifiquessin la dominació de les dinasties d'origen macedoni i de cultura grega sobre els pobles totalment ignorants d'aquesta civilització. La Dinastia Ptolemaica va passar, d'aquesta manera, a ser de faraons davant els egipcis i tenien dret a aliar-se amb el clergat autòcton, atorgant esplèndides donacions als temples.
Pel que fa als pobles d'origen grec i macedònic que també governaven, els sobirans hel·lenístics havien de mostrar la imatge d'un rei just, que assegurés la pau i el benestar dels seus pobles, existint així la noció de Evergetes, el rei com a benefactor dels seus súbdits. Una de les conseqüències, esdevinguda ja en el regnat d'Alexandre el Gran, va ser la divinització del sobirà, a qui rendien honors els súbdits i les ciutats autònomes o independents que havien estat afavorides pel rei, el que va permetre reforçar la cohesió de cada regne en entorn de la dinastia regnant.
La fragilitat del poder dels sobirans hel·lenístics els obligava a una incessant activitat. En primer lloc calia vèncer militarment als seus adversaris, de manera que el període es va caracteritzar per una sèrie de conflictes entre els mateixos sobirans hel·lenístics o contra altres adversaris exteriors, com els parts o la incipient Antiga Roma. Els sobirans es veien obligats a viatjar constantment per tal d'instal·lar guarnicions, alhora que s'erigien ciutats que controlessin millor les divisions administratives dels seus regnes, sent sens dubte Antíoc III el monarca hel·lenístic que més va viatjar entre Grècia, Síria, Egipte, Mesopotàmia, Pèrsia i les fronteres de l'Índia i Àsia Menor, abans de morir prop de la ciutat de Susa el 187 aC. Per tal de mantenir les seves armades i finançar la construcció de les ciutats, va ser indispensable que els sobirans desenvolupessin una sòlida administració i fiscalitat. Els regnes hel·lenístics es van convertir així en gegantines estructures d'explotació fiscal, erigint-se en hereus directes de l'Imperi Aquemènida. Aquest treball esgotador, al qual s'unien les incessants queixes i recriminacions (ja que el rei era també jutge per als seus súbdits) van fer exclamar a Seleuc I:
| «                                                                 | Si la gent sabés quant treball comporta escriure i llegir totes les cartes, ningú voldria ocupar una diadema, encara que s'arrossegués per terra. | » |
| — Plutarc, Moralia, «Si la política és la tasca dels ancians», II | |   |

Al voltant d'aquests sobirans gravitava una cort en la qual la comesa dels favorits es va tornar gradualment preponderant. Per regla general, eren els grecs i els macedonis els que gairebé sempre van ocupar el títol d'amics del rei (philoi). El desig d'Alexandre el Gran d'associar les elits asiàtiques al poder va ser abandonat, pel que aquesta dominació política greco-macedònica va adquirir, en molts aspectes, l'aparença d'una dominació colonial. Per aconseguir uns col·laboradors fidels i eficaços, el rei havia d'enriquir-los amb donacions i dominis pertanyents al domini real, la qual cosa no va impedir que alguns marcadors mantinguessin una dubtosa fidelitat, i de vegades, especialment en cas d'una minoria d'edat real, exercir efectivament el poder. Són els casos d'Hermies, del qual Antíoc III no va poder desfer-se fàcilment, o Sosibi a Egipte, a qui Polibi va atribuir una reputació sinistra.
Aquests reis disposaven d'un poder absolut, però estaven sotmesos a múltiples obligacions, com assegurar les seves fronteres, vèncer als seus enemics i posar a prova la seva naturalesa real per mitjà del seu comportament, legitimant la seva funció per la divinització de la seva persona. En l'època clàssica, el model de la monarquia, rebutjada pels filòsofs grecs, era asiàtic, en l'època hel·lenística era grec.

### Culte al rei
La monarquia hel·lenística es va recolzar en una aristocràcia creada pel mateix rei i va desenvolupar un caràcter especialment cosmopolita, molt lluny de l'anterior noblesa pairal. D'ara endavant el rei no seria triat lliurement pels seus ciutadans. Els reis hel·lenístics i els seus nobles van ser triats pel mateix rei però per dur a terme amb èxit i davant el poble tal sistema, van insistir en la idea de la divinitat, és a dir, el rei tenia dret a governar i a seleccionar la noblesa perquè el seu poder l'havia obtingut a través del seu llinatge diví i perquè ell mateix era en certa manera un déu. El pas següent va ser iniciar el culte al rei.
Aquest sistema de divinització va ser més polític que religiós i tenia els seus antecedents en el pensament grec anterior amb exemples de veneració a herois i altres personatges mortals que es van convertir en deïtats després de la seva mort, com és l'exemple d'Asclepi i altres figures menors que havien estat caps militars o fundadors de ciutats. La deïficació en vida dels reis hel·lenístics mai o gairebé mai va ser un assumpte purament religiós o espiritual; ningú va anar a resar o a demanar gràcies especials a cap d'aquests personatges. No obstant això, va ser necessari establir el poder polític en éssers considerats pels seus súbdits com a déus.
El culte al rei havia començat ja en la figura d'Alexandre el Gran que va ser reconegut com un mortal realitzador de grans gestes i descendent d'Hèracles, confirmat en l'oracle de Siwa com a fill del mateix Zeus - Amon. La deïficació d'Alexandre en vida li va servir en moltes ocasions com aprovació i reconeixement legal del seu poder reial. El mateix Alexandre es prenia la seva deïficació com una cosa molt seriosa. Després de la seva mort moltes de les ciutats hel·lenístiques van seguir aquest procés, deïficant a alguns dels seus diàdocs, com va passar amb Demetri Poliorcetes, Antígon II Gònates, Lisímac de Tràcia, Cassandre, Seleuc I Nicàtor i Ptolemeu I.

#### Deïficació dels ptolomeus
Ptolemeu I mai va demanar honors divins però el seu fill Ptolemeu II va organitzar la cerimònia de l'apoteosi pel pare i la mare Berenice I, amb el títol de déus salvadores (Sóter). Més tard, cap a l'any 270, Ptolemeu II i la seva dona Arsinoe I van ser deïficats en vida amb el títol de déus germans (Filadelf). Se sap que se'ls va rendir culte en el santuari d'Alexandre el Gran que encara existia, on el seu diàdoc Ptolemeu I havia dipositat el cos. (En l'actualitat és un misteri el parador d'aquest santuari.)
Els reis i reines successors de Ptolemeu II van ser deïficats immediatament després del seu ascens al tron, amb cerimònies d'apoteosi en què podia veure la influència de la religió i tradició egípcies. En l'Egipte hel·lenístic el culte al rei va ser una fusió entre les tradicions gregues per a la deïficació política i les tradicions egípcies, amb una gran càrrega religiosa.

#### Gots de la reina
Són unes gerres de ceràmica vidriada, fabricades en sèrie, que s'utilitzaven en les festes que es feien per al culte dels reis. S'aixecaven altars provisionals on es feien les ofrenes. Les libacions de vi es dipositaven en aquestes gerres especials que solien estar decorades amb el retrat de la reina que ocupava el tron en aquest moment. En l'entorn artístic es diuen gots de la reina perquè sempre ve representada la reina, amb una cornucòpia a la mà esquerra i un plat de libacions a la dreta, amb un altar i un pilar sagrat. Els relleus descrits anaven acompanyats amb inscripcions que servien per identificar la reina representada. Algunes d'aquestes gerres o gots han aparegut en diferents tombes. Aquests exemplars es poden datar des de Ptolemeu II fins a l'any 116 aC. El vestit de les reines és fonamentalment grec: porten un xitó sense mànigues i un himation enrotllat al voltant de la cintura i recollit sobre el braç esquerre.

### Deïficació dels selèucides
A la mort de Seleuc I el seu fill Antíoc I Sòter va preparar la cerimònia per a la seva apoteosi. Més tard es va fundar un sacerdoci especialitzat per al culte del monarca viu i dels seus avantpassats. Els reis de Pèrgam van dir ser descendents del déu Dionís. Aquests reis eren venerats en vida però només després de la seva mort rebien el títol de theos. Antíoc III en el 193 a C. va crear una comunitat de sacerdotesses que serien les encarregades del culte a la seva dona Laodice. Una de les normes dictades per aquest rei per a aquestes sacerdotesses va ser que en la seva indumentària havien de portar una corona d'or decorada amb retrats de la reina.

## Escenari polític: regnes i ciutats
El ràpid declivi final d'aquests regnes obliga a valorar la fragilitat aparent i la naturalesa de les monarquies hel·lenístiques, així com la permanència de l'altra gran estructura política heretada del món grec: la ciutat.

### Regne hel·lenístic: monarquia absoluta
La monarquia hel·lenística era personal. Això vol dir que era el sobirà qui, pel seu mèrit individual, les seves accions (principalment militars) i la seva conducta, podia aspirar al títol de basileus ("rei"). Com a conseqüència, la victòria militar generalment era l'acte que legitimava l'ascensió al tron i que permetia regnar sobre una província o un estat. Els selèucides van utilitzar la presa de Babilònia, per Seleuc I Nicàtor el 312 aC, per a legitimar llur presència a Mesopotàmia, o la seva victòria el 281 aC sobre Lisímac per a justificar llurs reivindicacions sobre les regions dels estrets i sobre Tràcia. Els reis de Bitínia van aprofitar-se, igualment, de la pseudo-victòria el 277 aC de llur ancestre Nicòmedes I (que en realitat els va cedir els territoris i es va aliar amb ells) sobre els gàlates per a afermar llurs pretensions territorials.
Aquesta monarquia personal no tenia cap regla de successió precisa; per tant, es produirien querelles incessants i assassinats nombrosos atès que hi havia diversos hereus, però cap llei fonamental ni text per reglamentar els poders del sobirà. Tot procedia del rei i en particular, de les lleis. Aquest caràcter absolut i personal era, alhora, la força i la feblesa d'aquestes monarquies hel·lenístiques que depenien de la personalitat del sobirà. Seria, conseqüència necessària que, fora de la Macedònia (atès que a aquest país la monarquia era ja una institució antiga), es creessin ideologies per justificar la dominació de les dinasties d'origen macedoni i de la cultura grega sobre pobles completament estrangers a aquesta civilització. La dinastia dels ptolomeus, per tant, es convertirien en els faraons davant els ulls dels egipcis, i van tenir l'habilitat per aliar-se al clergat autòcton per mitjà de donacions extraordinàries.
Però, aquests sobirans van governar també persones d'origen grec i macedoni, davant les quals havien de mostrar la imatge d'un rei justicier que assegurés la pau i que fos un benefactor. La conseqüència d'aquest fet, iniciat per Alexandre Magne, seria la divinització d'un gran nombre de sobirans, i la creació de cultes d'honor presentats pels súbdits, o per les ciutats autònomes o independents a qui rendien llur servei. Això va permetre reforçar la cohesió del regne al voltant de la dinastia.
La fragilitat del poder dels sobirans hel·lenístics va obligar-los a realitzar activitats incessants. Seria, en primer lloc, necessari vèncer militarment llurs adversaris i aquest període va estar constituït per una sèrie de conflictes entre els sobirans o contra els adversaris exteriors: els parts, els romans, etc. Així doncs, els sobirans haurien de viatjar grans distàncies per tal d'instal·lar guarnicions i construir ciutats per administrar llurs estats. Antíoc III va ser sens dubte el que més es desplaçaria, entre Síria, Egipte, Mesopotàmia, Pèrsia, les fronteres de l'Índia, l'Àsia Menor i Grècia abans de morir prop de la ciutat de Susa el 187 aC. Per tal de mantenir els exèrcits i de finançar la construcció d'aquestes ciutats, seria indispensable que els sobirans construïssin administracions i estructures fiscals sòlides. Els regnes hel·lenístics serien estructures gegantesques d'explotació fiscal, i hereus directes de l'imperi Aquemènida.
Al voltant d'aquests sobirans gravitava una cort en què el paper dels favorits del monarca esdevindria ràpidament un paper preponderant. Generalment, eren els grecs o els macedonis els que portaven el títol d'amics del rei (philoi). El desig d'Alexandre Magne, d'associar les elits asiàtiques al poder, va ser abandonat, i la dominació política greco-macedònia, en molts aspectes, semblava més una dominació colonial. Per enllaçar-se amb col·laboradors eficaços i fidels, el rei havia d'enriquir-los amb regals. Això, però, no evitava que alguns favorits tinguessin una fidelitat dubtosa i de vegades, sobretot en el cas d'una minoria reial, d'exercir poder real. Els reis tenien, doncs, un poder absolut, però eren sotmesos a múltiples restriccions; havien d'enllaçar-se al seu entorn, vèncer llurs enemics, provar llur naturalesa reial per mitjà de llurs accions i de legitimar llur funció per mitjà d'una divinització de llur persona. A l'època clàssica el model de la monarquia, rebutjat pels filòsofs grecs d'aleshores, era asiàtic; però, a l'època hel·lenística, el model monàrquic era grec.

### Segle d'or de les ciutats

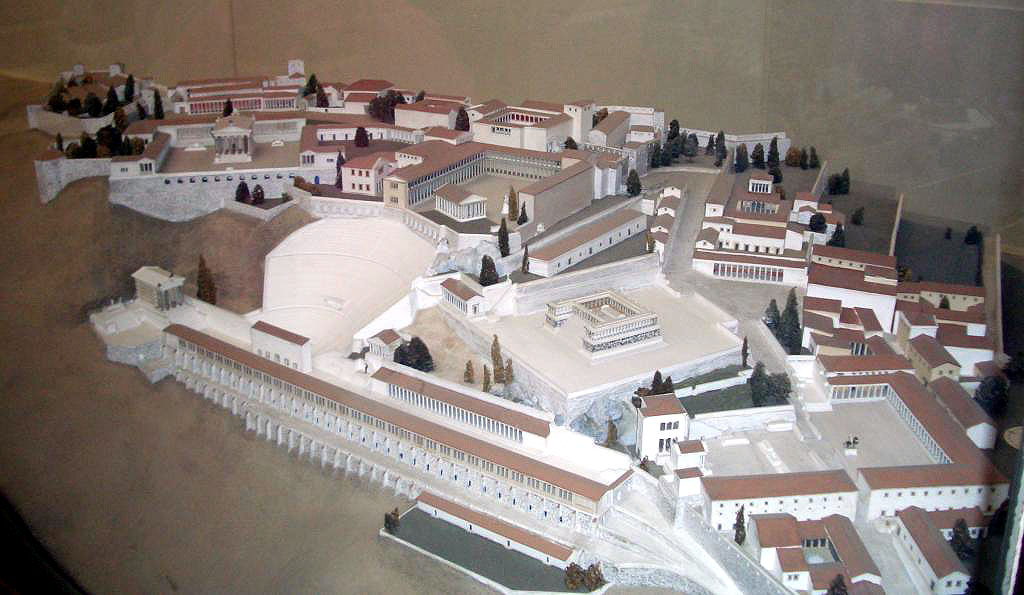
Maqueta de l'antiga ciutat de Pèrgam

En comparació amb el període clàssic de la Grècia, alguns conclouen que hi hauria un declivi de les ciutats durant el període hel·lenístic. Però, no va ser així. Esparta, Atenes i Tebes són casos aïllats de ciutats imperialistes, però, la immensa majoria de les ciutats gregues del segle V i IV aC havien de sotmetre's a llur autoritat o a la dels reis aquemènides. Aquesta situació va ser idèntica a l'època hel·lenística, però, el poder imperialista de les ciutats ja no existiria més. Diverses ciutats es van organitzar com a federacions poderoses, sobretot a Grècia, com la Lliga Aquea o la Lliga Etoliana. D'altres van assolir conservar llur independència, com Rodes o Heracles del Pont sobre la mar negra.
En realitat, el nombre de ciutats va augmentar considerablement durant aquest període. Les monarquies hel·lenístiques van fundar nombroses ciutats a llurs territoris, començant per les capitals: Alexandria, Antioquia, Selèucia del Tigris o fins i tot Pèrgam. Els selèucides van fundar ciutats sobre la plana iraniana, a Mesopotàmia i a Síria; els ptolomeus a Xipre i a l'Àsia Menor. Es tractava d'una ciutat grega reconstruïda per un monarca o d'una ciutat indígena transformada en vila grega. En realitat, poques ciutats són realment fundades ex nihilo (del no-res), però, la majoria es van fundar sobre un assentament indígena anterior o prop d'un.
Essencialment aquestes fundacions es remunten al començament de l'època hel·lenística, entre la conquesta d'Alexandre i la meitat del segle iii aC; els constructors més importants serien els selèucides. El primer objectiu no era l'hel·lenització, la qual seria una conseqüència del fenomen d'extensió urbana, sinó un objectiu militar i estratègic: instal·lar una guarnició per tal de controlar un territori o una ruta comercial. A Grècia, a més, existia la voluntat de reunir aquestes petites ciutats per tal de constituir una entitat més sòlida. Finalment, hi havia clarament una voluntat política dels sobirans hel·lènics en la fundació de llurs capitals, per tal de marcar amb força llur arrelament als països que governaven. Encara que no eren preponderants, les intencions econòmiques eren presents en la construcció de les ciutats. Llur fundació permetia donar terres als soldats o als colons pobres, i així, explotar una regió per l'avantatge del monarca que rebia impostos més alts.
A les ciutats, el model cívic coneixia una vitalitat ferma. Els reis no fundaven ciutats petites sinó les poleis (polis) d'acord amb el model clàssic grec. Aquest model es va estendre a totes les comunitats que s'hel·lenitzaven, des de l'Àsia central a la Fenícia. La vida cívica coneguda per una documentació més important que no pas la del període anterior, era rica. Sembla que el règim oligàrquic, amb la pèrdua de la democràcia, segons els criteris de l'època, es va convertir en la norma més estesa en el món hel·lenístic. L'enllaç amb la ciutat, amb la pàtria, era força important i hi ha nombrosos exemples de ciutadans que prenien les armes per defendre llur independència si aquesta era amenaçada.

## Factors d'unitat i diversitat de la civilització hel·lenística
Allò que sorprèn els historiadors és que l'extensió de l'espai en què es parlava o es comprenia el grec, o en què hom adoptava els costums grecs, associat a la divisió política de l'espai hel·lenístic no produiria una evolució cultural divergent per regió. Per contra, la unitat d'aquesta civilització és remarcable.

### Lakoiné

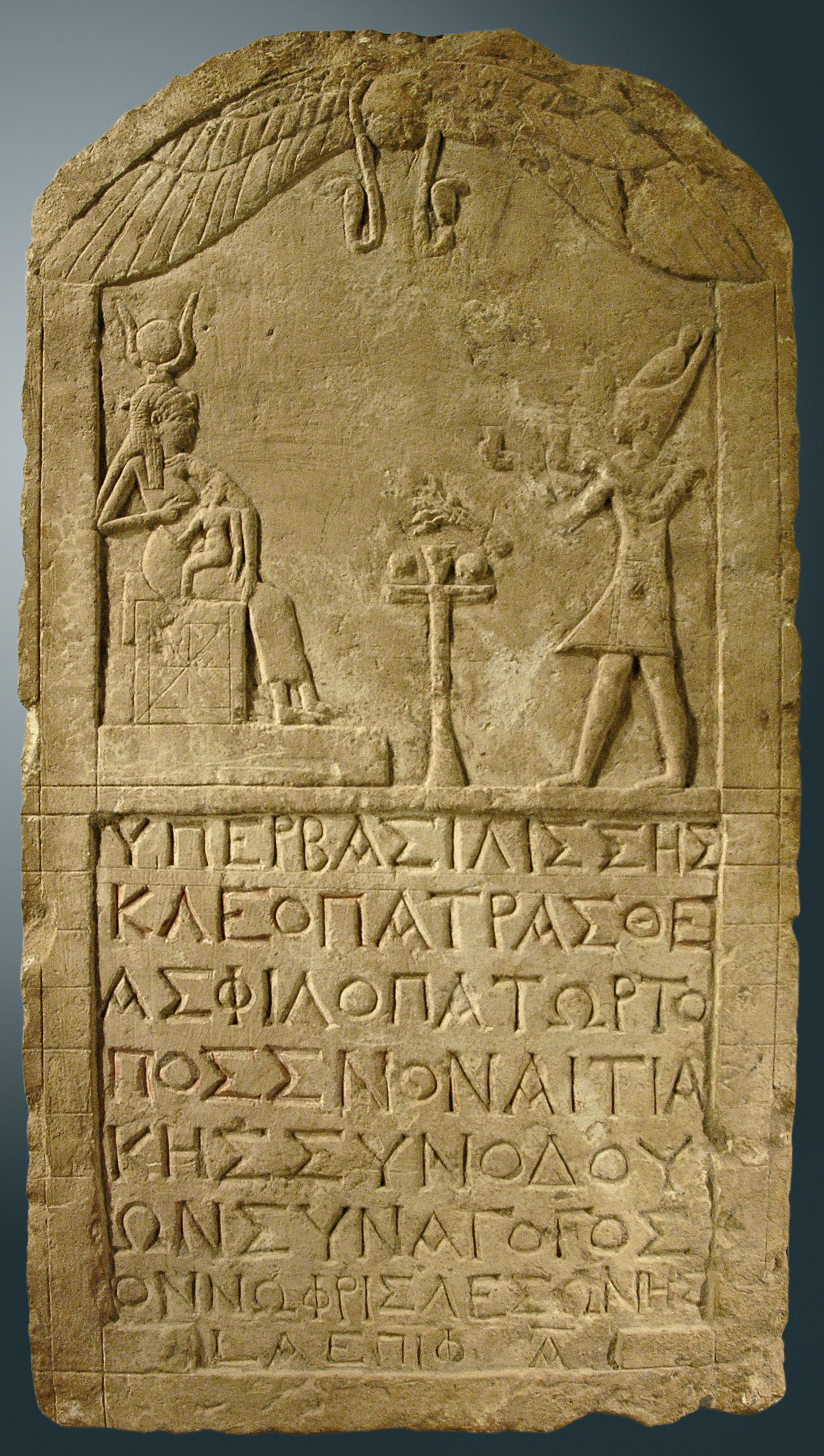
Cleopatra VIII representada com a dona faraó en una estela escrita en grec.

A l'Àsia, als territoris selèucides, a Egipte, la gran majoria dels habitants eren pagesos oriünds. Aquests pagesos eren lliures però, sota l'administració reial i l'estructura fiscal. En aquest aspecte, els regnes hel·lenístics no diferien gaire dels imperis de l'Orient Pròxim que els precedien, llevat d'una característica: les dinasties que regnaven eren al·lògenes per llur origen, llur estil de vida i sobretot llur llengua. D'aquesta manera, els dirigents grecs es van refusar a aprendre les llengües locals i van imposar-hi el grec com a eina de comunicació en els dominis fiscals, administratius, militars i polítics. Cleopatra VII, que parlava nombroses llengües, sembla haver estat una excepció entre la dinastia dels ptolomeus.
Més revelador del procés d'hel·lenització és l'ús precoç del grec (la koiné, la llengua greca comuna) entre les elits egípcies, d'Àsia Menor i jueves. Aquest fenomen havia, a més, començat des del segle iv aC a l'Àsia Menor, abans fins i tot de la conquesta d'Alexandre Magne. Als regnes perifèrics del món hel·lenístic (Capadòcia, Pont, Commagena, Part), els sobirans assajaven llur hel·lenisme i es comunicaven, almenys amb llurs súbdits hel·lenitzats, en grec. Algunes llengües anatòliques van desaparèixer, almenys dels documents escrits. Així, el grec es va convertir progressivament en la llengua de comunicació política, administrativa, diplomàtica i cultural.
Posteriorment, el grec es va conservar durant un temps, quan la dominació política del món hel·lenístic ja era només un record. Així seria al nord-oest de l'Índia o l'Àsia central. Al jaciment arqueològic d'Ai Khanum a l'Oxus (Amou Daria), a la Bactriana, es van trobar les restes d'una tresoreria reial amb arxius escrits en grec. Un altre exemple revelador seria l'Alexandria d'Aracòsia, on va viure una població cosmopolita i que va caure a finals del segle iv aC sota la dominació de la dinastia Maurya, els primers unificadors de l'Índia. El més famós dels sobirans d'aquesta dinastia, Asoka, va gravar els seus edictes per tot l'imperi. Molts d'aquests van ser trobats a Alexandria d'Aracòsia en armeni, però sobretot en grec.
Encara que l'adaptació dels edictes d'Asoka es dirigia als grecs que vivien al seu regne, hi va haver d'altres, traduïts al grec, destinats al no grecs. És el cas de la Torà (coneguda en grec com la "Bíblia dels Setanta", atès que serien 70 els traductors), traduïda de l'hebreu al grec al segle iii aC. Per iniciativa atribuïda al rei Ptolemeu II, que desitjava que els tribunals tinguessin un codi en grec per impartir la justícia als jueus dels seus estats, segons llur pròpia llei. El fet que la torà sigui llegida en grec a les sinagogues és un indici excepcional de la penetració d'aquesta llengua a les llars dels jueus de la diàspora.
A l'època clàssica, la llengua grega era dividida en nombrosos dialectes segons la identitat d'una regió, però, en el període hel·lenístic, el que es va imposar des de la mar Mediterrània fins a l'Índia seria la koiné, que sorgiria del jònic àtic. No obstant això, els dialectes antics van perdurar a Grècia, incloent-hi els documents oficials, mentre a la resta dels territoris seria la koiné la llengua que s'imposaria. En aquesta llengua es van redactar les grans obres dels autors, siguin d'origen grec o no, del període hel·lenístic. El grec "clàssic" és, de fet, una creació de l'època hel·lenística fundada sobre l'herència atenenca de l'època clàssica.

### L'intercanvi econòmic
En l'àmbit econòmic, el període hel·lenístic es distingeix per la forta extensió de l'ús de la moneda, en particular de la moneda de plata. Els diàdocs, de fet, van reprendre la moneda d'argent que va ser creada per Alexandre (en lloc de les monedes atenenques) i la van convertir en el patró monetari del món hel·lenístic. Així, cada sobirà gravava la seva moneda, però totes tenien un pes idèntic i circulaven amb facilitat d'un territori a un altre sense necessitat d'un intercanvi de divises. Aquesta mesura va facilitar el comerç entre els estats. No obstant això, els ptolomeus i els atàlides del segle ii aC exigien als llurs territoris l'ús exclusiu de llurs pròpies monedes. L'intercanvi amb les altres monedes els va permetre aconseguir beneficis importants atès que llur moneda es canviava a l'una d'una altra encara que tenia un pes inferior al patró internacional de l'època. Per a les compres quotidianes de poc valor, els estats o les ciutats gravaven una moneda en bronze per l'ús local.
El comerç internacional va ser massa important. Els productes que es comerciaven no evolucionaven (esclaus, blat, vi, oli), les distàncies augmentaven considerablement amb la necessitat d'abastir les comunitats gregues o hel·lenitzades disperses fins a les portes de l'Índia. Egipte importava vi de Gaza o de l'Àsia Menor sense desenvolupar la seva pròpia viticultura. Calia transportar oli a l'Àsia central, una regió que no en produïa res, i que era necessària per als gimnasos.
Els principals centres de comerç hel·lenístic canviaven amb el temps. Alexandria era un enorme magatzem dels productes i de l'artesania egípcia i també la porta d'entrada per a altres estats al mercat egipci. Servia també com a interfície entre Egipte i el món mediterrani. Fins al 168 aC, Rodes era el principal port comercial egeu i un important centre de redistribució de blat. Completament independent en termes polítics, Rodes no va dubtar a defendre amb les armes la seva llibertat de comerç i de circulació marítima. També va lluitar contra la pirateria el 220 aC, desencadenant un conflicte amb Bizanci. Per a castigar Rodes per la seva neutralitat en el conflicte contra la Macedònia, Roma faria de Delos un port franc. Delos es convertiria, així, en el principal centre de distribució del comerç egeu i el principal mercat d'esclaus de la regió fins a la seva destrucció per Mitríades el 88 aC. La Grècia continental, llevat de la regió egea, després d'un breu renaixement durant els anys posteriors a la conquesta d'Alexandre, va viure una greu crisi econòmica. Els diversos regnes hel·lenístics van haver de fabricar, ells mateixos, llurs productes bàsics. La Grècia tenia necessitats importants de cereals, els preus dels quals no deixaven de pujar, i no va exportar res més que vi i oli, els preus dels quals eren estables, i els productes de luxe que asseguraven la conservació de l'artesania, especialment a Atenes i a Corint. Per això, amb el temps, molta gent s'enfonsaria en la pobresa (els sous grecs van disminuir a Grècia al llarg d'aquest període), accentuada pel desenvolupament de l'esclavatge. Seria molt difícil pels homes lliures de trobar feina. Una de les solucions va ser convertir-se en mercenaris.
Quant al golf Pèrsic, el mar Roig o l'Àsia central, poc se sap del comerç internacional. Igualment, és impossible mesurar l'amplària real de les transaccions. Els historiadors contemporanis tendeixen a minimitzar el gran comerç internacional i a insistir en la fragmentació dels mercats i la importància del comerç regional. En resum, és difícil comprendre la realitat dels intercanvis. És plausible afirmar que el comerç va progressar però que la major part era local. No obstant això, les pràctiques comercials idèntiques (l'ús de la moneda de plata i els tipus de contractes comercials) van reforçar per tot el món hel·lenístic una identitat comuna.

## Escoles hel·lenístiques
Comprèn el conjunt d'escoles de filosofia hel·lenisticoromana que es desenvolupen primer a Grècia i després a Roma, des de finals del s. IV fins a finals del s. II dC, quan comença a cobrar impuls la filosofia cristiana naixent.
El vast imperi que Alexandre el Gran deixa a la seva mort se’l reparteixen els seus successors, els diàdocs, després d'una sèrie de disputes i lluites que duren 42 anys. Els territoris de Grècia i Macedònia queden sota el poder dels antigònides, dinastia fundada de fet per Antígon II Gònates, que pot mantenir-se en el poder fins que els romans, l'any 148 aC., fan de Macedònia una província romana. Egipte és dominat per la dinastia dels làgides, de Lagos, pare de Ptolemeu I Soter (el salvador), general d'Alexandre, primer dels Ptolomeus a anomenar-se rei d'Egipte; la seva monarquia dura fins que Octavi August, l'any 30 aC, converteix Egipte en província romana. Mesopotàmia, Pèrsia i Àsia Menor van constituir el regne dels selèucides, dinastia fundada per Seleuc I Nicàtor (el vencedor), que es proclama rei en el 305 aC; el seu extens imperi dividit en satrapies, amb la capital primer en Selèucia del Tigris i després a Antioquia, acaba amb la conquesta de Síria per Roma l'any 64 aC.
En aquest temps es produeix un profund canvi cultural en el món grec: les ciutats gregues, les poleis, cedeixen la seva importància i funcionalitat a una gran monarquia que es governa des d'una capital llunyana; la ciutat hel·lenística és una ciutat de súbdits governats per funcionaris, més que una societat de ciutadans interessats en la vida pública; no interessa tant la ciutat, com la mateixa autarquia, i la filosofia deixa de ser sistemàtica i es converteix en forma de vida orientada a la felicitat de l'individu. Com a contrapartida, sorgeix un nou esperit cosmopolita, que fa que les persones cultes es considerin «ciutadans del món» i comencen a caure les barreres i els prejudicis racistes entre grecs i bàrbars. Per la seva banda, la universalització de la cultura grega paga l'impost d'haver de barrejar-se amb les cultures locals, i Atenes deixa de ser el centre del saber: Pèrgam, Rodes i sobretot el Museu d'Alexandria ocupen el seu lloc, i al costat del sincretisme religiós apareix també, sobretot arribada ja la dominació romana, l'eclecticisme filosòfic.
Les principals escoles filosòfiques hel·lenístiques són el cinisme, que representa l'última evolució de les escoles socràtiques menors; l'epicureisme, fundat per Epicur, qui instal·la a Atenes cap a 306 aC la seva escola anomenada «el jardí» (kepos); l'estoïcisme, fundat entorn del 300 aC per Zenó de Cítion, que ubica la seva escola en el pòrtic (stoa) pintat per Polignot; l'escepticisme, que més que una escola és una forma de pensar que difon Pirró d'Elis abans que es fundessin les dues escoles filosòfiques anteriors; i l'eclecticisme, introduït per Filó de Larisa en l'Acadèmia platònica, dominant en els segles II i I, i que es manté amb força durant el període romà, amb la seva gran figura, Ciceró.
La majoria d'aquestes escoles filosòfiques té el seu període romà, que allarga la seva pervivència. Entre els filòsofs epicuris, destaca Lucreci (Titus Lucretius), autor del poema De rerum natura, [De la natura de les coses], una de les obres universals de la literatura i obra també de divulgació de les doctrines físiques, cosmològiques i ètiques de l'epicureisme. A Roma floreixen també els últims estoics, i és l'estoïcisme la més difosa de les filosofies entre els romans, tant en l'època de la república com en temps de l'imperi. L'escriptor i polític Luci Anneu Sèneca, preceptor de Neró, l'esclau Epictet de Hieràpolis i l'emperador Marc Aureli, destacats filòsofs estoics els tres, testifiquen que aquesta escola filosòfica s'havia difós a Roma en tots els estaments socials.

## Ciència grega
La ciència grega, que va tenir els seus orígens amb la filosofia dels primers jonis, floreix d'una manera espectacular durant el s. III i a mitjan segle ii aC, entorn del Museu d'Alexandria; és el període alexandrí de la ciència hel·lenística. Després de l'esplendor del Liceu, amb l'impuls que Aristòtil dona a la filosofia de la natura i a la biologia, Alexandria es converteix, per obra dels Ptolomeus i d'alguns savis peripatètics, en especial d'Estrató de Làmpsac, que abandona Atenes per dirigir l'activitat científica del Museu, en centre de la investigació científica en el món conegut. Al Museu, les investigacions es van orientar per especialitats: matemàtiques, astronomia, mecànica, geografia, enginyeria, medicina, filologia, zoologia i botànica, i els savis hel·lenistes no són ja, en la seva majoria, ni pròpiament filòsofs ni posseïdors d'un saber universal; alliberats tant de les concepcions religioses com de les generalitats filosòfiques, s'especialitzen en les seves respectives investigacions teòriques, i recorren a l'observació i a l'experiència. El desenvolupament de les matemàtiques va ser excepcional a Grècia també en aquest període, i les ciències empíriques van arribar durant el període alexandrí a la seva major esplendor, però mai el saber teòric dels grecs va unir l'esperit especulatiu amb l'observació sistemàtica de la realitat i els fets, ni va ser en general la ciència grega una ciència aplicada. La tecnologia va ser ignorada, fonamentalment per raons de tipus social. L'esclavitud, d'una banda, que abaratia la mà d'obra en qualsevol mena de treball, i el rebuig de l'home lliure al treball manual van fer innecessàries les màquines i van impedir que la ciència grega abandonés la seva actitud habitual de ciència teòrica o contemplativa.

### La decadència de la ciència hel·lenística
L'esplendor de la ciència hel·lenística dura aproximadament un segle i mig. El període grecoromà de la ciència grega transcorre entre la meitat del s. II aC i el s. II dC, però és un període de decadència creixent; apareixen no obstant això dues noves ciències, la trigonometria i l'àlgebra, i les figures de Ptolemeu, Estrabó i Galè no són poc rellevants. Alexandria continua sent el centre intel·lectual i cultural, d'importància decreixent: en el 145 aC, es produeix un enfrontament de Ptolemeu Physkon amb els savis grecs, que es veuen obligats a abandonar temporalment Alexandria; durant la campanya de Cèsar a Egipte, en el 47 aC, es produeix l'incendi de la Biblioteca, que destrueix bona part dels seus llibres (en realitat, rotlles), i l'any 30 aC Egipte es converteix, per obra d'Octavi, en província romana.
Claudi Ptolemeu d'Alexandria és l'últim gran astrònom grec, que viu entre els anys 100 i 170 dC La seva obra, Composició matemàtica, o Sintaxi matemàtica, batejada pels àrabs com a Almagest (el més gran), desenvolupa i completa el sistema astronòmic d'epicicles i equants d'Hiparc i construeix el model d'univers geocèntric vigent fins a Copèrnic. En geografia segueix igualment Hiparc i el principi mantingut per aquest de determinar astronòmicament els llocs geogràfics.
Destacat geògraf d'aquesta època és Estrabó, nascut a Amasia, en el Pont, en el 64/63 aC, i que va viure a Alexandria i a Roma. En els disset llibres de la seva Geografia descriu amb claredat d'estil els costums i la història dels principals països inclosos a l'imperi romà i la situació general de la ciència en el seu temps.
Galè (ca.129-200 dC), nascut a Pèrgam, metge personal d'emperadors romans, reuneix en una obra immensa -gairebé cent tractats de medicina i filosofia- una vertadera enciclopèdia del saber; metge que s'inspira en diverses fonts: en la medicina anatòmica i fisiològica dels metges d'Alexandria, en la biologia d'Aristòtil, en les doctrines hipocràtiques dels humors, en doctrines del platonisme mitjà, en el pneuma dels estoics i en el finalisme platònic i aristotèlic. Els seus escrits van ser autoritat mèdica fins al Renaixement; Vesal va imitar la seva tècnica anatòmica.
L'hel·lenisme va tenir també la seva trobada amb el cristianisme, i encara que sovint s'ha fet responsable al cristianisme de la decadència de la ciència grega, més aviat es manté que és la decadència de la ciència grega i l'esperit científic una de les condicions que afavoreixen l'aparició de les religions. El cristianisme va buscar un difícil equilibri amb l'hel·lenisme. D'una banda, en presentar-se com a única religió vertadera, va haver d'enfrontar-se amb les diverses filosofies hel·lenístiques a què es va oposar també com a única filosofia vertadera. D'altra banda, el cristianisme, fenomen religiós en principi, pel fet d'haver de propagar-se en un món hel·lenístic dau a l'especulació, va haver de revestir-se de formes intel·lectuals i arguments racionals per discutir o dialogar amb els hel·lenistes. El cristianisme no sols va adoptar per als seus escrits sagrats el grec comú (grec koiné) i les formes literàries del món grec, sinó que també va acceptar conceptes filosòfics fonamentals, com el logos dels estoics (que es converteix en el Verb, o la Paraula) i també orientacions filosòfiques generals, com el neoplatonisme, i fins als costums ètiques hel·lenístiques de reglamentar la conducta humana distingint entre vicis i virtuts. De l'oposició amb l'hel·lenisme i del seu intercanvi cultural amb aquest va sorgir la primitiva justificació racional del cristianisme, embrió de la filosofia cristiana.
Alexandria va perdre el seu caràcter de capitalitat de la ciència, però es va mantenir encara com a centre filosòfic d'importància. Allí es desenvolupa, en la primera meitat del segle i, la filosofia de Filó, que intenta harmonitzar el pensament grec amb el pensament jueu, i, entre els segles ii i iii, l'escola de Ammoni Saccas, mestre de Plotí i d'Orígenes.

## L'art hel·lenístic
Sovint menyspreat en comparació amb l'època clàssica, l'art hel·lenístic és, tanmateix, d'una riquesa excepcional. La multiplicació dels regnes hel·lenístics, i del mecenatge aferent, va permetre la difusió de pràctiques i tècniques artístiques en els dominis de l'arquitectura amb proporcions que tendien al gigantisme, de l'escultura o fins i tot de la pintura mural.
La innovació artística a partir de llavors no va estar restringida a la Grècia continental: seria a Pèrgam on naixeria el "barroc hel·lenístic", caracteritzat per la violència de les expressions i dels moviments representants en què l'art gal n'és un exemple. Aquest període també va estar marcat per la desaparició de la pintura sobre gerros i per l'auge dels arts "menors": el treball amb els metalls, d'ivori o fins i tot de cristall i mosaics. Els figurins en terra cuita es van emancipar de la religió per a aconseguir llur autonomia: van representar un testimoniatge major de l'època.